# 台州 (贞观)
台州，中国唐朝时设置的州。
唐太宗貞觀六年（632年）以党项野利部落设置西沧州，治今甘肃省碌曲县玛艾乡红科村）。贞观八年（634年）改西沧州置台州。唐高宗儀鳳二年（677年）地入吐蕃，台州内徙庆州马岭县附近，恢复西沧州之名，治今甘肃省环县车道乡。唐代宗廣德二年（764年）西沧州地入吐蕃。